# Hundören, Helsingfors
Hundören, finska: Koirasaari, är en ö i Finland. Den ligger i Finska viken och i kommunen Helsingfors i landskapet Nyland, i den södra delen av landet. Ön ligger omkring 11 kilometer sydväst om Helsingfors.
Öns area är 3,1 hektar och dess största längd är 280 meter i nord-sydlig riktning.